# Monsters of Grace
Monsters of Grace is een opera/theaterstuk van Philip Glass (muziek) en Robert Wilson (decor, elektronica).

## Geschiedenis
De combinatie Wilson en Glass was gedurende de jaren zeventig al hun tijd vooruit met de uitbeelding van de opera Einstein on the Beach. Met name de gehele enscenering was uiterst modern. In 1993 kwamen beide heren weer bij elkaar om iets soortgelijks te maken, maar dan met de meer geavanceerde apparatuur en (digitale) mogelijkheden van de jaren negentig. Een opera met een 3-D videodecor was de opzet. In het boekwerk behorende van de audio-opname geeft Glass/Wilson toe dat het project niet geheel geslaagd was. Met name de videotechniek was niet in overeenstemming met was Glass en Wilson bedoelde. Wilson daarover: "Here was I working with people (the animators) who didn’t know my work, in a medium I didn’t know".

## De compositie
De titel van het werk is een verkeerd geïnterpreteerde tekst van Hamlet, van Shakespeare. De originele tekst luidt: Angels and ministers of grace; defend us! De compositie kreeg dus de verkeerde tekst mee. De audio-opname die in 2007 verscheen bevat alleen de muziek. De muziek van die opname laat zich niet beluisteren als een opera; maar als een liederencyclus. De teksten zijn van Jalal ad-Din Rumi, een 13e-eeuws mysticus en zijn vertaald naar het Engels. De muziek is typisch Glass, minimal music binnen akkoorden en melodie. De liederen zijn:
- Where everything is music
- The needle
- Don’t go back to sleep
- In the arc of your mallet
- My wordt habit
- Like this
- Stereo gram
- Let the letter read you
- Boy beach and ball
- They say paradise will be perfect
- The new rule
- An artist comes to paint you
- Boy on fire.

De Amerikaanse première vond plaats in Los Angeles, Universiteit van Californië in the Royce Hall; de Nederlandse in het Muziektheater in Amsterdam op 11 november 1998.

## Bron en discografie
- Uitgave Orange Mountain Music; Philip Glass Ensemble o.l.v. Michael Riesman